# 英亞航空

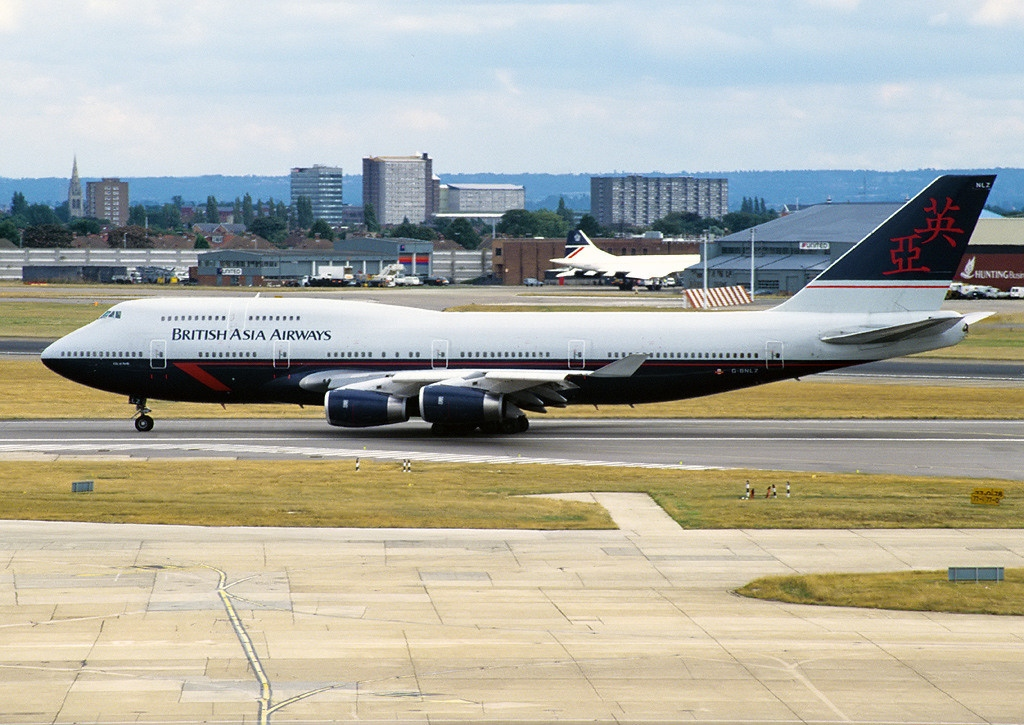
一架正在英國倫敦希斯洛机场滑行道上的英亞航波音747-400客機

英亞航空（英語:British Asia Airways，常簡稱為英亞航，IATA代碼：BR, ICAO代碼：BAW, 呼号：Speedbird）是一家曾存在於1993年至2001年之間的英國航空公司。英亞航是英航的全資子公司，是英航針對中華民國獨特的外交狀況而於1993年3月設立，總部設在台灣，專用於飛行台北與倫敦經香港航線
。2001年12月，由於英航不再飛航台北航線，改由同屬寰宇一家的合作夥伴國泰航空負責台北至香港之間的接駁航段，失去用途的英亞航也因此跟隨步入歷史。
在營運期間英航將旗下數架波音747-436型改為英亞航專用塗裝，其基本的塗裝風格與一般英航客機雷同，但除了機身上改用了「British Asia Airways」的公司名稱外，機尾垂直尾翼上原本應該是米字旗的位置處，也被替換成「英亞」兩個中文字，是較為特殊之處。1997年時英航啟用了俗稱為「四海一家」（ethnic liveries）的彩繪機尾新塗裝，英亞航所屬的幾架客機也曾短暫換上新塗裝，此版本的塗裝不再存在「英亞」兩中文字，只能從機身上的航空公司英文名稱看出與一般英航客機不同之處。除此之外，雖然英亞航擁有塗裝不同的機隊，但為了便利調度有時還是會出現普通英航塗裝的客機飛航台北－倫敦航線，或英亞航塗裝的客機飛航與台北無關之航線的狀況。
英亞航班機在飛行台北與香港之間接駁航段時，使用英航承襲自英國金獅航空（British Caledonian，BCal）的「BR」航班代號，但在飛行香港與倫敦之間航段時會改用回英航原本的「BA」代號。
目前，原英亞航空「BR」航班代號由長榮航空使用。